# 분오리돈대
분오리돈대(分五里墩臺)는 인천광역시 강화군 화도면 사기리에 있는 조선시대의 돈대이다. 1999년 3월 29일 인천광역시의 유형문화재 제36호로 지정되었다.

## 개요
돈대란 적의 움직임을 살피거나 공격에 대비하기 위하여 영토 내 접경지역 또는 해안지역의 감시가 쉬운 곳에 마련해두는 초소이다. 대개 높은 평지에 쌓아두는데, 밖은 성곽으로 높게 하고, 안은 낮게 하여 포를 설치해둔다.
강화도의 가장 남쪽에 자리잡고 있는 이 돈대는 조망할 수 있는 시야가 매우 넓으며, 자연의 지형을 이용하여 쌓았기 때문에 평면이 반달모양을 이루고 있다. 4곳에 문을 설치한 외곽 포대로, 관아에서 돈장을 따로 두어 관리하게 할 정도로 그 중요성을 띠었다 한다.
조선 숙종 5년(1679)에 축조한 것으로, 당시의 강화유수 윤이제가 병조판서 김석주의 명을 받아 경상도 군위어영군 8천명이 동원하여 쌓았다.

## 참고 자료
- 분오리돈대 - 국가유산청 국가유산포털